# Argument inkompatibilnih svojstava
Argument inkompatibilnih svojstava označava ideju da nijedan opis Boga nije konzistentan s realitetom. Na primjer, ako netko uzme da je definicija Boga potpuno opisana u Bibliji, onda tvrdnje o ondje opisanim svojstvima Boga mogu poslužiti u raspravi koja vodi u kontradikciju.

## Zlo nasuprot dobru i svemoć
Problem zla jest argument koji tvrdi da je egzistencija zla inkompatibilna s konceptom svemoguća i savršeno dobra Boga.
Varijacija ne ovisi o egzistenciji zla. Istinski svemoguć Bog mogao bi stvoriti sve moguće svjetove. "Dobar" Bog može stvoriti samo "dobre" svjetove. Bog koji je stvorio sve moguće svjetove ne bi imao nikakve moralne kvalitete i mogao bi se zamijeniti nasumičnim generatorom. Standardni odgovor je rasprava o razlici između "mogao bi stvoriti" i "stvorio bi". Drugim riječima, Bog "bi mogao" stvoriti sve moguće svjetove, no to jednostavno nije u Božjoj naravi. O tome su teolozi raspravljali stoljećima. Ipak, rezultat je da je "dobar" Bog inkompatibilan s nekim mogućim svjetovima i stoga nesposoban stvoriti ih bez da izgubi svojstvo da bude potpuno različit Bog.

## Svrha nasuprot bezvremenosti
Jedan argument osnovan na inkompatibilnim svojstvima počiva na definiciji Boga koji uključuje volju, plan ili svrhu te egzistenciju izvan vremena. Kazati da biće posjeduje svrhu implicira sklonost ili tendenciju usmjeravanja događaja k nekom stanju koje još ne postoji. To zauzvrat implicira privilegiran smjer koji možemo nazvati "vrijeme". Ono može biti jedan smjer kauzalnosti, smjer povećanja entropije ili neko drugo proisteklo svojstvo svijeta. Ona nisu identična, no jedno od njih mora egzistirati radi napredovanja k cilju.
Općenito govoreći Božje vrijeme nema veze s našim vremenom. Bog bi mogao djelovati unutar našeg vremena bez da bude na to primoran. Ipak, Bog bi mogao iskoračiti iz ove igre u bilo koju svrhu. Stoga Božje vrijeme mora biti usklađeno s našim vremenom ako su ljudske aktivnosti relevantne za Božju svrhu. (U relativističkom svemiru ovo vjerojatno znači da se - u bilo kojoj točki u prostorvremenu - vrijeme mjeri od t=0 u času velikog praska ili kraja inflacije.)
Bog koji egzistira izvan ikoje vrste vremena ne bi mogao stvoriti ništa jer se stvaranjem jedna stvar zamjenjuje drugom ili ničime. Stvaranje zahtijeva tvorca koji je postojao, po definiciji, prije stvaranja stvari.

## Sveznanje nasuprot neodređenosti ili slobodnoj volji
Drugi par navodnih inkompatibilnih svojstava jest sveznanje i neodređenost ili slobodna volja. Sveznanje koje se tiče prošlosti i sadašnjosti (ispravno definiranih u odnosu na Zemlju) nije problem, no neki ljudi tvrde da sveznanje koje se tiče budućnosti implicira da je ona određena što je moguće jedino u determinističkom svijetu.

## Jednostavnost nasuprot sveznanju
Drugi par je jednostavnost i sveznanje. Božje pamćenje samo po sebi uvelike nadmašuje terabajtove u našim računalima, a bitovi (ili bajtovi) jesu temeljne matematičke jedinice informacija. Informacija nije "neiskaziva" i ne može biti reducirana na nešto jednostavnije. Štoviše, Bog mora živjeti zauvijek i stoga mora imati determinističku procesnu jedinicu ili mehanizme beskonačnog ispravljanja pogrešaka. Najjednostavnija implementacija je deterministička i prilično nesvjesna, značajno inkompatibilna s inteligentnim bićem.

## Više informacija
- egzistencija Boga
- teološki nonkognitivizam

## Vanjske poveznice
- opis 10 dodatnih inkompatibilnosti
- A response to William Craig — tehnički članak o sveznanju i vremenu.
- Omniscience and Omnipotence